# Niagara Falls (Nova York)
Niagara Falls és una població dels Estats Units a l'estat de Nova York. Segons el cens del tenia 55.593 habitants.

## Demografia
Segons el cens del 2000, Niagara Falls tenia 55.593 habitants, 24.099 habitatges, i 14.266 famílies. La densitat de població era de 1.527,7 habitants per km².
Dels 24.099 habitatges en un 27,8% hi vivien nens de menys de 18 anys, en un 36,2% hi vivien parelles casades, en un 18,3% dones solteres, i en un 40,8% no eren unitats familiars. En el 35,9% dels habitatges hi vivien persones soles el 15,2% de les quals corresponia a persones de 65 anys o més que vivien soles. El nombre mitjà de persones vivint en cada habitatge era de 2,27 i el nombre mitjà de persones que vivien en cada família era de 2,96.
Per edats la població es repartia de la següent manera: un 24,7% tenia menys de 18 anys, un 8,6% entre 18 i 24, un 27,7% entre 25 i 44, un 20,5% de 45 a 60 i un 18,6% 65 anys o més.
L'edat mediana era de 38 anys. Per cada 100 dones de 18 o més anys hi havia 83 homes.
Cap de les famílies estaven per davall del llindar de pobresa.

## Poblacions més properes
El següent diagrama mostra les poblacions més properes.